# Harry Potter a Tajemná komnata (film)
Harry Potter a Tajemná komnata je britsko-americký film natočený podle stejnojmenné předlohy britské spisovatelky J. K. Rowlingové.

## Rozdíly od knihy
Ve filmu bylo vynecháno poměrně dost scén z knihy, jiné byly upraveny, zkráceny. Chybí například návštěva Luciuse a Draca Malfoyových u Borgina a Burkese, souboj mezi Luciusem a Arthurem Weasleym v Krucáncích a kaňourech, dlouhé diskuze o tom, jestli je Harry Zmijozelův dědic nebo ne, vynechána je také oslava úmrtí Skoro bezhlavého Nicka. Po použití mnoholičného lektvaru zůstaly Harrymu a Ronovi jejich hlasy, zatímco v knize spolu s těly získali i hlasy Crabbea a Goyla. To je ale pak porušeno ve čtvrtém filmu, kdy má Barty Skrk ml. hlas Moodyho. Ve filmu se neobjevil ani profesor Binns, jeho největší role v sérii – vyprávění o Tajemné komnatě se ujala McGonagallová. Konverzace mezi Tomem Raddlem a Dippetem byla nahrazena rozhovorem mezi Raddlem a Brumbálem.

## Obsazení
| Daniel Radcliffe  | Harry Potter (český dabing : Vojtěch Kotek)             |
| Rupert Grint      | Ron Weasley (český dabing : Jiří Kocman)                |
| Emma Watsonová    | Hermiona Grangerová (český dabing : Anežka Pohorská)    |
| Richard Harris    | Albus Brumbál (český dabing : Otakar Brousek starší)    |
| Maggie Smithová   | Minerva McGonagallová (český dabing : Jana Drbohlavová) |
| Robbie Coltrane   | Rubeus Hagrid (český dabing : Jiří Zavřel)              |
| Alan Rickman      | Severus Snape (český dabing : Aleš Procházka)           |
| Kenneth Branagh   | Zlatoslav Lockhart (český dabing : Martin Kolár)        |
| Christian Coulson | Tom Rojvol Raddle (český dabing : Matěj Hádek)          |
| Bonnie Wright     | Ginny Weasleyová (český dabing : Julie Alexandridisová) |
| James Phelps      | Fred Weasley (český dabing : Vojtěch Rohlíček)          |
| Oliver Phelps     | George Weasley (český dabing : Vojtěch Rohlíček)        |
| Chris Rankin      | Percy Weasley (český dabing : Jan Kalous)               |
| Tom Felton        | Draco Malfoy (český dabing : Radek Škvor)               |
| Jason Isaacs      | Lucius Malfoy (český dabing : Pavel Trávníček)          |
| Jamie Waylett     | Vincent Crabbe                                          |
| Josh Herdman      | Gregory Goyle                                           |
| Shirley Henderson | Ufňukaná Uršula (český dabing : Jana Páleníčková)       |
| Richard Griffiths | Vernon Dursley (český dabing : Rudolf Jelínek)          |
| Fiona Shaw        | Petunie Dursleyová (český dabing : Dagmar Čárová)       |
| Harry Melling     | Dudley Dursley                                          |
| Robert Hardy      | Kornelius Popletal (český dabing : Zdeněk Hess)         |
| Miriam Margolyes  | Pomona Prýtová (český dabing : Miriam Kantorková)       |
| Warwick Davis     | Filius Kratiknot (český dabing : Jaroslav Kaňkovský)    |
| David Bradley     | Argus Filch (český dabing : Jan Přeučil)                |
| Gemma Jones       | Poppy Pomfreyová (český dabing : Alena Procházková)     |
| Mark Williams     | Arthur Weasley (český dabing : Jan Vlasák)              |
| Julie Waltersová  | Molly Weasleyová (český dabing : Martina Hudečková)     |
| Hugh Mitchell     | Colin Creevey                                           |
| Toby Jones        | hlas Dobbyho (český dabing : Libor Hruška)              |
| John Cleese       | Skoro bezhlavý Nick (český dabing : Michal Michálek)    |
| Sean Biggerstaff  | Oliver Wood (český dabing : Hynek Votoček)              |
| Julian Glover     | hlas Aragoga (český dabing : Vladimír Čech)             |
| Devon Murray      | Seamus Finnigan                                         |
| Alfred Enoch      | Dean Thomas                                             |